# Solvorn
Solvorn is een plaats in de Noorse gemeente Luster in de provincie Vestland. Solvorn is gelegen aan de westzijde van het Lusterfjord en met een veerboot kan men Urnes/Ornes met de staafkerk van Urnes aan de overzijde van het fjord bereiken.